# Carcelia atripes
Carcelia atripes är en tvåvingeart som först beskrevs av Malloch 1935.  Carcelia atripes ingår i släktet Carcelia och familjen parasitflugor. Inga underarter finns listade i Catalogue of Life.